# Filmfestival van Cannes 2005
Het Filmfestival van Cannes 2005  was de 58ste editie van het filmfestival en vond plaats van 11 tot en met 22 mei. Het festival wordt sinds 1946 elk jaar in mei gehouden in de Franse stad Cannes op de La Croisette. 
Op het festival ging op 19 mei de film Star Wars: Episode III: Revenge of the Sith in première.

## Prijswinnaars
| Categorie        | Winnaar                     | Regisseur of film                       | Land             |
| ---------------- | --------------------------- | --------------------------------------- | ---------------- |
| Gouden Palm      | L'enfant                    | Luc Dardenne en Jean-Pierre Dardenne    | België           |
| Grote Prijs      | Broken Flowers              | Jim Jarmusch                            | Verenigde Staten |
| Juryprijs        | Shanghai Dreams (Qing hong) | Wang Xiaoshuai                          | China            |
| Beste regisseur  | Michael Haneke              | Hidden (Caché)                          | Oostenrijk       |
| Beste acteur     | Tommy Lee Jones             | The Three Burials of Melquiades Estrada | Verenigde Staten |
| Beste actrice    | Hanna Laslo                 | Free Zone                               | Israël           |
| Beste scenario   | Guillermo Arriaga           | The Three Burials of Melquiades Estrada | Mexico           |
| Gouden camera    | Miranda July                | Me and You and Everyone We Know         | Verenigde Staten |
|                  | Vimukthi Jayasundara        | The Forsaken Land (La Terre abandonnée) | Sri Lanka        |
| Beste korte film | Wayfarers (Подорожні)       | Ihor Strembitsky                        | Oekraïne         |

## Jury
- Voorzitter: Emir Kusturica, filmmaker en regisseur, won een Gouden Palm in 1995 voor Underground
- Fatih Akın, regisseur en acteur (regisseerde onder meer Gegen die Wand)
- Javier Bardem, Spaans acteur
- Nandita Das, Indiaas actrice
- Salma Hayek, Mexicaans actrice
- Toni Morrison, schreef de roman Beloved, die verfilmd werd met Oprah Winfrey in de hoofdrol
- Benoît Jacquot, Frans regisseur
- Agnès Varda, regisseur
- John Woo, Chinees regisseur